# 上海海洋大学
上海海洋大学（英語：Shanghai Ocean University，缩写：SHOU），简称海大，是一所位于中国上海市，以海洋和水产学科为特色的公立研究型大学。现为上海市人民政府与国家自然资源部、农业农村部共建高校，亦是首批「双一流」建设高校。
其前身是创立于1912年的「江苏省立水产学校」，是中国历史最悠久的高等水产学府，被誉为“中国现代水产教育的摇篮”。2008年3月，经教育部批准，由上海水产大学更名为上海海洋大学，并由江泽民题写新校名。

## 现状
上海海洋大学開設了海洋、水产、食品、农、理、工、经、文、管、法等学科，现有浦东新区临港校区及杨浦区军工路校区，另有滨海基地、象山科教基地。其中，主校区临港校区占地约1.1平方千米。

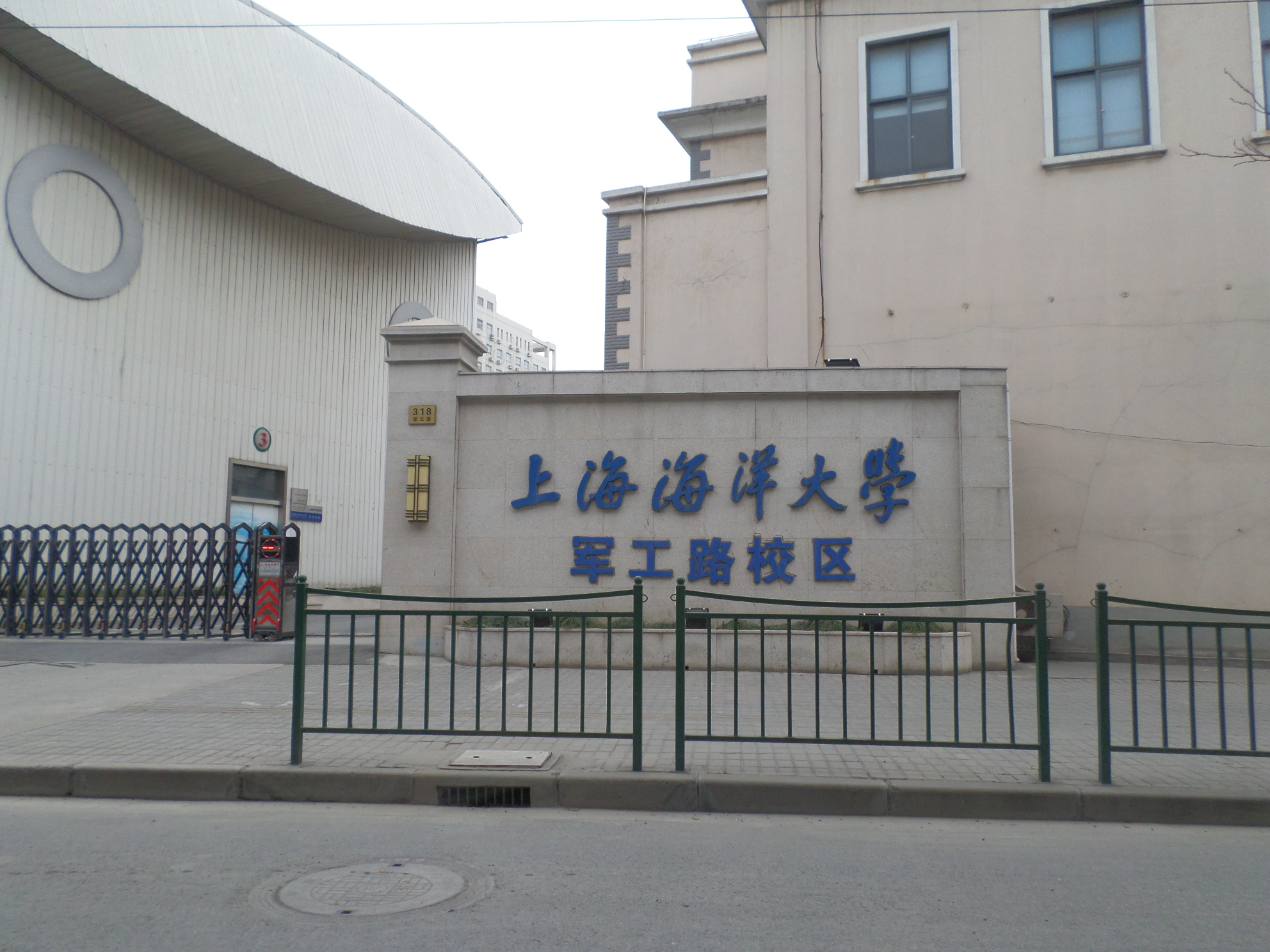
上海海洋大学军工路校区大门

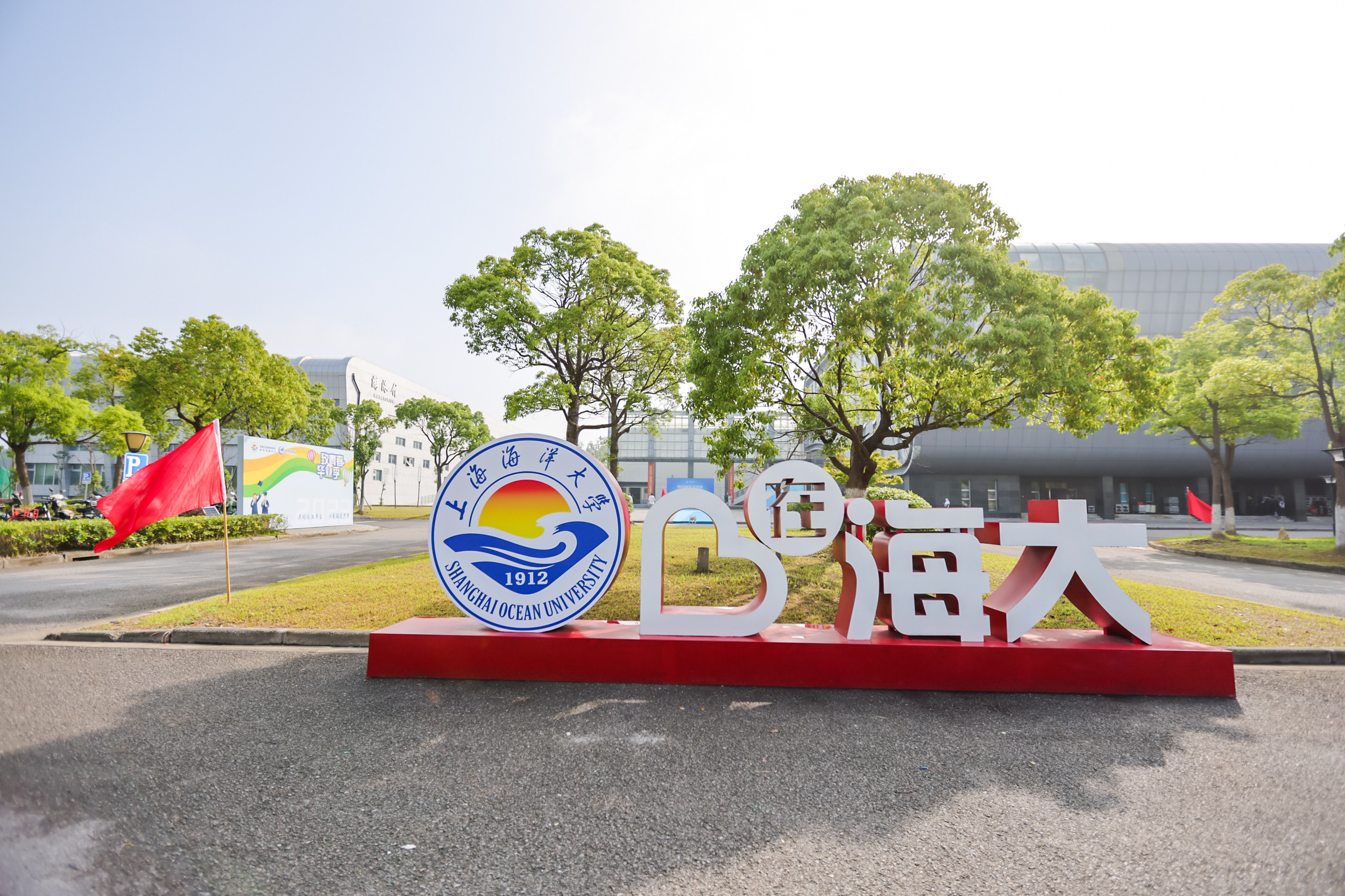
上海海洋大学临港校区体育馆

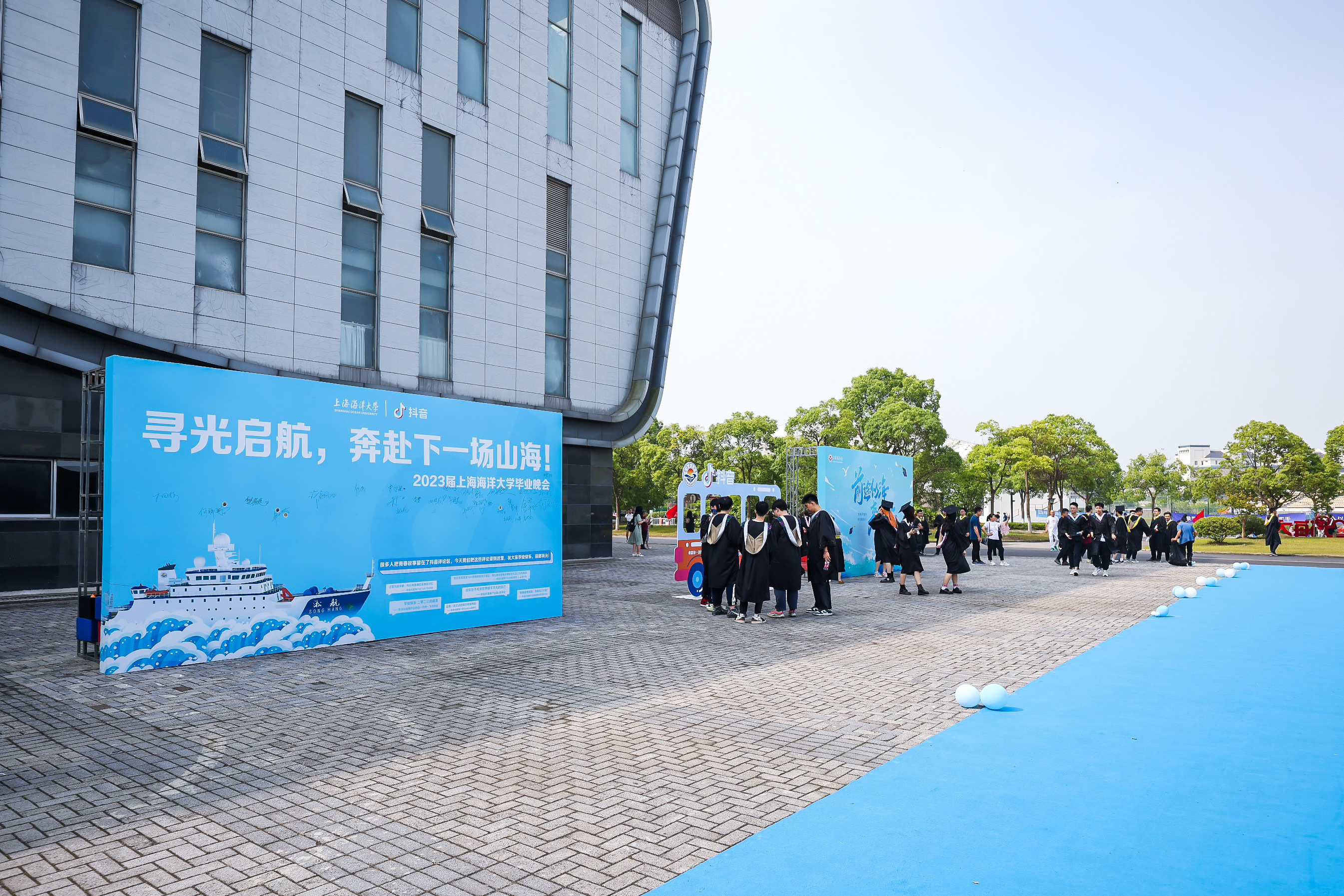
上海海洋大学临港校区校园

学校现有4个一级学科博士学位授权点、13个一级学科硕士学位授权点、1个二级学科硕士学位授权点，7个专业学位硕士学位授权点、3个博士后科研流动站。现有46个本科专业及方向，国家一流建设学科1个、国家重点学科1个、上海高校高峰高原学科3个、上海高校一流学科3个、省部级重点学科9个，国家级一流本科专业建设点6个、市级2个。拥有国家精品课程3门、上海市精品课程、示范性课程等45门，国家级教学团队1个、市级教学团队4个，国家级实验教学示范中心2个，上海市实验教学示范中心1个（立项建设），2个海外实习基地、近200个国内教学实践基地、5个教学科研基地。
在学术研究方面，上海海洋大学主办有中国大陆首本水产类英文期刊Aquaculture and Fisheries。此外，該校的远洋渔业资源调查船“淞航”号是中国第一艘同類型船隻，於2022年6月8日啟航前往大洋考察。

## 院系设置
- 水产与生命学院
  - 水产养殖学
  - 生物科学
  - 生物技术
  - 水族科学与技术
  - 水生动物医学
  - 生物科学(海洋生物)
- 海洋生物资源与管理学院
  - 海洋渔业科学与技术
  - 海洋资源与环境
  - 社会工作
- 食品学院
  - 食品科学与工程
  - 食品质量与安全
  - 生物制药
  - 能源与动力工程
  - 建筑环境与能源应用工程
  - 包装工程
- 海洋科学与生态环境学院
  - 海洋科学
  - 海洋技术
  - 环境科学
  - 环境工程
  - 生态学
- 经济管理学院
  - 国际经济与贸易
  - 应用经济学
  - 金融学
  - 农林经济管理
  - 会计学
  - 市场营销
  - 物流管理
  - 工商管理（食品经济管理）
  - 行政管理
  - 文化产业管理
  - 公共管理
- 信息学院
  - 计算机科学与技术
  - 软件工程
  - 信息与计算科学
  - 空间信息与数字技术
  - 数据科学与大数据技术
- 工程学院
  - 机械设计制造及其自动化
  - 工业工程
  - 电气工程及其自动化
  - 物流工程
  - 测控技术与仪器
- 外国语学院
  - 日语
  - 英语
  - 朝鲜语
- 爱恩学院
  - 信息管理与信息系统
  - 市场营销(国际商务)

## 历史沿革
上海海洋大学前身，可以追溯到1912年成立的江苏省立水产学校。
清末张謇以渔权即海权为主张，于1904年向清廷奏议创办水产学校。后经黄炎培襄助和首任校长张镠筹措，江苏省立水产学校正式创立。1912年张镠校长在上海老西门租借民房并开始招生，于12月正式开学。翌年迁往吴淞炮台湾新校舍，所以也称“吴淞水产学校”。第一届新生共计70人，学习基础知识及英、日两门外语。

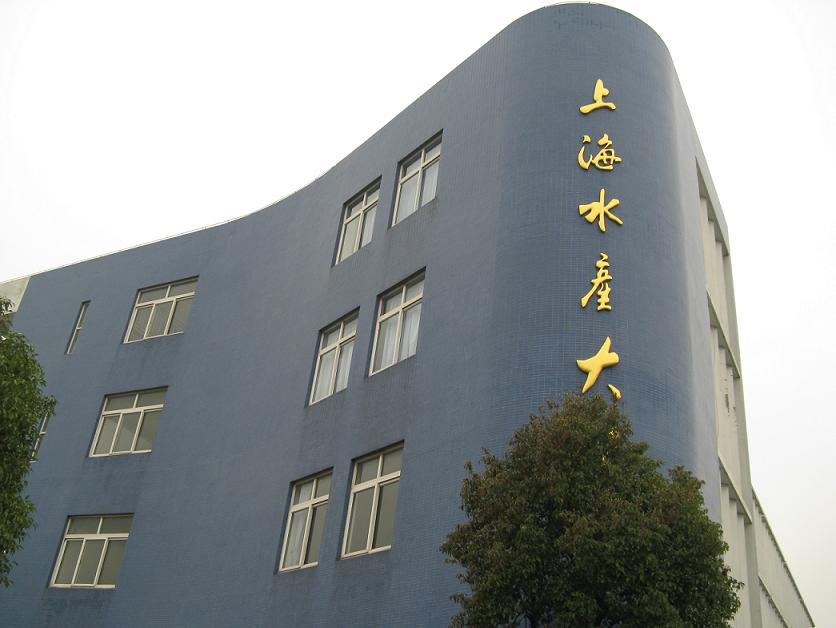
上海水产大学時期的校舍

- 1912.12 - 1927.11：江苏省立水产学校
- 1927.11 - 1928.2 ：第四中山大学农学院水产学校
- 1928.2 - 1928.5  ：江苏大学农学院水产学校
- 1928.5 - 1929.7  ：国立中央大学农学院水产学校
- 1929.7 - 1937.8  ：江苏省立水产学校
- 1947.6 - 1951.3  ：上海市吴淞水产专科学校
- 1951.3 - 1952.8  ：上海水产专科学校
- 1952.8 - 1972.5  ：上海水产学院
- 1972.5 - 1994.10 ：厦门水产学院
- 1979.5 - 1985.11 ：上海水产学院
- 1985.11 - 2008.3 ：上海水产大学
- 2008.3 - 今      ：上海海洋大学

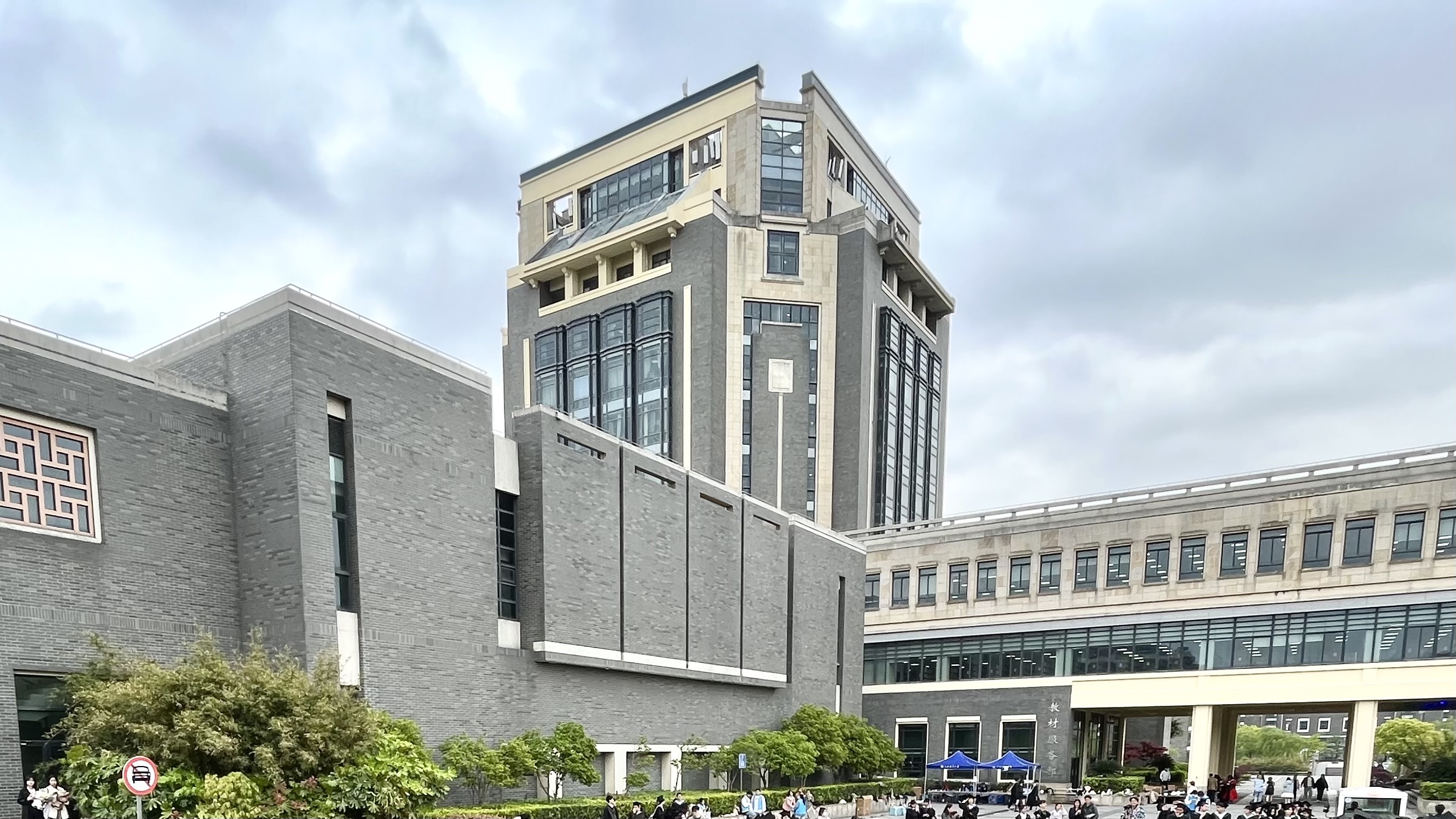
上海海洋大学临港校区图书馆

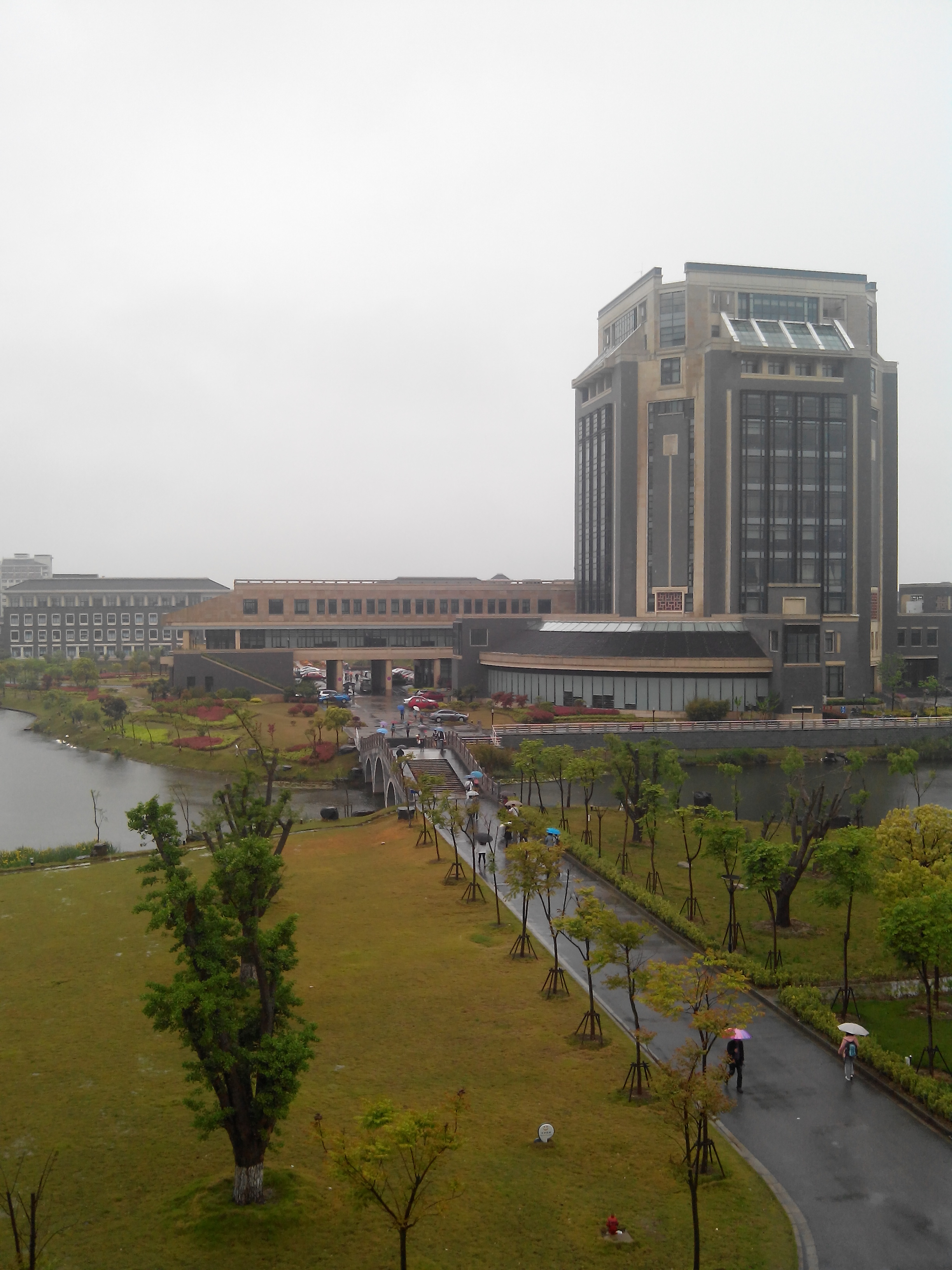
雨中的上海海洋大学临港校区图书馆

## 历任校长
| 称谓          | 姓名   | 在任时间                                           |
| ------------- | ------ | -------------------------------------------------- |
| 校长          | 张镠   | 1912.12 - 1923                                     |
| 代理校长      | 侯朝海 | 1925.9 - 1929.1 1947.6 - 1949.8 1949.8 - 1951.4    |
| 校长          | 冯立民 | 1924.8 - 1924.12 1929.1 - 1934.8                   |
| 校长          | 张楚青 | 1934.8 - 1937.8                                    |
| 校长 院长     | 方原   | 1951.4 - 1952.8 1952.8 - 1953.10                   |
| 副院长        | 王文锐 | 1953.10 - 1957.11                                  |
| 院长 名誉院长 | 朱元鼎 | 1957.11 - 1967.7 1981.12 - 1983.8 1983.8 - 1985.10 |
| 院长          | 孟庆闻 | 1983.8 - 1985.10                                   |
| 校长          | 乐美龙 | 1985.11 - 1994.3                                   |
| 校长          | 陈坚   | 1994.3 - 1996.11                                   |
| 校长          | 周应祺 | 1996.11 - 2004.6                                   |
| 校长          | 潘迎捷 | 2004.6 - 2013.12                                   |
| 校长          | 程裕东 | 2013.12 - 2021.3                                   |
| 校长          | 万荣   | 2021.4 - 今                                        |

## 国际交流
学校与美国、日本、韩国、澳大利亚等国家（地区）的大学和国际组织有着密切交流与合作，与31个国家和地区的125所高校、科研机构签署合作协议，与联合国粮农组织、亚洲水产学会等建立了长期友好合作关系。
与东京海洋大学、韩国海洋大学“基于‘中日韩教育一体化’的海洋科学技术领域共同教育计划”的“亚洲校园”、与西班牙和葡萄牙的学分互认Erasmus项目等短期、双学位学习项目，为师生进一步拓展国际化视野、培养国际交往能力、提升国际竞争力提供了平台。

### 合作院校
日本
- 京都大学[6][注 2]
- 東北大学[7][注 3]
- 北海道大学[8][注 4][注 5]
- 東京海洋大学[9][10]
- 長崎大学[11][注 6]
- 三重大学[12]
- 高知大学[13]
- 岩手大学[14][15]
- 鸟取大学[16]
- 鹿儿岛大学[17]
- 樱美林大学
- 水产大学校
- 福井县立大学
- 九州女子大学
- 九州共立大学
- 活水女子大学

## 江泽民“三题词”
- 2007年，建校95周年，江泽民第一次题词[18]：|  | 培育海洋科技人才，探究蓝色世界奥秘。 |
- 2008年，上海水产大学改名为上海海洋大学，江泽民题写了新校名[19]。|  | 上海海洋大学 |
- 2012年，江泽民为百年校庆第三次题词[20]：|  | 发扬优良传统，不断开拓创新，把上海海洋大学建设成为一流的高水平特色大学。 |

## 校友
- 杨坚，原中国农业农村部渔业渔政管理局局长
- 聂振邦，原中国国家粮食局局长
- 何铁林，湖南省农业科学院党委书记
- 李永军，喜之郎集团创始人兼董事长
- 白志健，先后担任中国农业部副部长，内蒙古自治区党委副书记，中央纪律检查委员会委员，中央人民政府驻澳门特别行政区联络办公室主任
- 金立威，立思辰留学CEO
- 张柱尊，民国时期水产教育专家
- 陈谋琅，民国时期教育家
- 束昭生，原上海市水产局局长
- 赵奇僧，原南京林业大学校长
- 张延喜，原中国农业部副部长
- 张发强，原中国国家体育总局副局长，第九、十届全国政协委员